# Casting Society of America
La Casting Society of America (CSA), o en español Sociedad de Casting de América, fundada en Los Ángeles, California, en 1982, es una asociación profesional estadounidense que cuenta con alrededor de 700 miembros, directores de cástines para películas, televisión o teatro con miembros en Australia, Alemania, Canadá, España, los Estados Unidos, Francia, India, Irlanda, Italia, el Reino Unido y Sudáfrica.  
Ha adquirido notoriedad al incorporar sus miembros las siglas detrás de sus nombres en los créditos de las películas, como "C.S.A". No todos los miembros de la industria pertenecen a esta sociedad. La sociedad no funciona como los sindicatos de actores o guionistas, ya que más bien es un grupo de reconocimiento mutuo.

## Membresía
Los requisitos que se deben cumplimentar para solicitar el ingreso son:
- Dos cartas de patrocinio por dos miembros actuales de la sociedad.
- Dos años de trabajo como director principal de casting tanto para pantalla como para escenario.

Para a evitar posibles conflictos de intereses aquellos profesionales que a su vez desempeñan funciones de "personal managers" no pueden ser elegidos.

## Premios Artios
Desde octubre de 1985, la sociedad ha presentado los Premios Artios a logros extraordinarios en el casting. Este premio es similar al Premio Stanley Kramer que otorga el Gremio de Productores de América (Producers Guild of America) pero enfocando en este caso a los directores de casting.
Cuenta con 18 categorías de premios. En 2017 entre los ganadores estaban La La Land y Figuras ocultas y en 2018 Lady Bird y Three Billboards Outside Ebbing, Missouri.
En la actualidad están intentando ser reconocidos a gran escala y buscan añadir una categoría más a los Premios Óscar, que represente la misma naturaleza que este premio.